# Vampiros
Vampiros è un singolo del rapper argentino Duki, pubblicato il 14 settembre 2018.

## Tracce
1. Vampiros – 3:02